# Арканджели, Телемако
Телемако Арканджели (итал. Telemaco Arcangeli; 4 июля 1923, Рим — 18 ноября 1998, Рим) — итальянский легкоатлет, специалист по спортивной ходьбе. Выступал за сборную Италии по лёгкой атлетике в начале 1950-х годов, победитель первенств национального значения, участник летних Олимпийских игр в Хельсинки и чемпионата Европы в Брюсселе.

## Биография
Телемако Арканджели родился 4 июля 1923 года в Риме. Занимался спортивной ходьбой в столичном легкоатлетическом клубе ATAC Roma.
Впервые заявил о себе в лёгкой атлетике на международном уровне в сезоне 1950 года, когда вошёл в состав итальянской национальной сборной и выступил на чемпионате Европы в Брюсселе — во время прохождения дистанции в 10 000 метров был дисквалифицирован. В том же сезоне установил свой личный рекорд в дисциплине 10 км — 45:46.
Благодаря череде удачных выступлений удостоился права защищать честь страны на летних Олимпийских играх 1952 года в Хельсинки — на предварительном квалификационном этапе ходьбы на 10 км показал результат 48:00,2 и в финал выйти не смог.
Умер 18 ноября 1998 года в Риме в возрасте 75 лет. Похоронен на кладбище Фламинио.